# Driko
Driko est une localité située dans le département de Tansila de la province des Banwa dans la région de la Boucle du Mouhoun au Burkina Faso.

## Santé et éducation
Le village possède un établissement primaire privé, l'école Saint-Pierre.